# Cinema Paradiso
Cinema Paradiso (Nuovo Cinema Paradiso en italiano) es una película italiana dramática estrenada en 1988, ganadora del Óscar a mejor película de habla no inglesa.
Con guion y dirección de Giuseppe Tornatore, este drama constituye un retrato sentimental de la Italia de la posguerra y una declaración de amor al cine.
El largometraje original duraba 155 minutos, pero debido al bajo éxito que obtuvo en Italia, se redujo a 123 minutos para su estreno mundial, lo que ayudó a mejorar su taquilla, convirtiéndola en un éxito a nivel internacional. Está protagonizada por Jacques Perrin, Philippe Noiret, Leopoldo Trieste, Marco Leonardi, Agnese Nano y Salvatore Cascio. La música y banda sonora original de la película es de Ennio Morricone y su hijo Andrea Morricone, quien colaboró en su composición.

## Argumento
En Roma, en los años 1980, el famoso director italiano Salvatore Di Vita vuelve a casa tarde una noche, donde su novia le dice somnolienta que su madre llamó para decir que alguien llamado Alfredo ha muerto. Salvatore tiene miedo de comprometerse en una relación y no ha estado en su pueblo natal de Giancaldo, Sicilia, en 30 años. Mientras su novia le pregunta quién es Alfredo, Salvatore vuelve a su infancia.
Algunos años después de la Segunda Guerra Mundial, Salvatore, de seis años, es el hijo travieso e inteligente de una viuda de guerra. Apodado Totó, descubre su amor por las películas y pasa cada momento libre en el cine local Cinema Paradiso. Aunque empiezan inicialmente en términos tensos, desarrolla una amistad con el proyeccionista, Alfredo, quien se convierte en su figura paterna y a menudo le permite ver películas desde la cabina de proyección. Durante los espectáculos, el público abuchea cuando faltan partes de las películas, aquellas escenas románticas donde los personajes se besan, debido a que el sacerdote local había ordenado que estas secciones fueran censuradas, y las escenas cortadas se apilan en el piso de la sala de proyección. Al principio, Alfredo considera a Totó como una plaga, pero finalmente enseña a Salvatore a operar el proyector.
Mientras aprendía a dirigir el proyector, Totó se entera en el cine que su padre había fallecido en Rusia después de haber sido enviado a la guerra y de haber sido reportado como desaparecido junto con otros militares italianos. Él, junto con su madre, pasan a recoger la pensión, atravesando una zona devastada por ataques enemigos durante el conflicto bélico.
El montaje termina cuando el cine se prende fuego mientras Alfredo proyectaba Los bomberos de Viggiù después de horas, en la pared de una casa cercana, para que las personas de menos recursos no se quedaran sin ver la película. Salvatore salva la vida de Alfredo arrastrándolo fuera de la cabina, pero no antes de que un carrete de cine explote en la cara de Alfredo, dejándolo permanentemente ciego. Más tarde el Cinema Paradiso es reconstruido por un ciudadano, Ciccio, quien invierte en él sus ganancias obtenidas en la quiniela. Salvatore, todavía un niño, es contratado como el nuevo proyeccionista, ya que él es la única persona que sabe cómo manejar las máquinas.
Durante la inauguración del nuevo Cinema Paradiso, se proyecta por primera vez la escena de un beso romántico, lo que provocó que todos los espectadores se levantaran de sus asientos y aplaudieran, a excepción del Padre Adelfio quien dijo aterrado "Yo no veo películas pornográficas". Desde entonces, ninguna película proyectada en el cine fue censurada.
Alrededor de una década más tarde, Salvatore, ahora en la escuela secundaria, sigue operando el proyector en el "Nuovo Cinema Paradiso". Su relación con el ciego Alfredo se ha fortalecido, y Salvatore a menudo busca su ayuda y consejos, que a menudo Alfredo dispensa citando películas clásicas. Salvatore ha estado experimentando con el cine, y usando una cámara de cine en casa filma y conoce a Elena, hija de un banquero rico. Salvatore persigue y gana el corazón de Elena, sólo para perderla debido a la desaprobación de su padre.
Mientras Elena y su familia se mudan, Salvatore abandona la ciudad para ir al servicio militar obligatorio. Sus intentos por escribirle a Elena son infructuosos; sus cartas se devuelven como no entregadas. Al regresar del ejército, Alfredo insta a Salvatore a dejar Giancaldo permanentemente, diciéndole que la ciudad es demasiado pequeña para que Salvatore pueda concretar sus sueños. Por otra parte, el anciano le dice que una vez que se vaya debe perseguir su destino con todo corazón, sin mirar atrás y nunca volver, ni siquiera a visitarlo; y que nunca debe ceder a la nostalgia o incluso escribir o pensar en ellos. Se abrazan con lágrimas, y Salvatore abandona la ciudad para seguir su futuro, como cineasta.
En el presente, Salvatore ha obedecido a Alfredo, pero regresa a casa para asistir al funeral. Aunque la ciudad ha cambiado mucho, ahora entiende porqué Alfredo pensó que era importante que se fuera. La viuda de Alfredo le dice que el viejo siguió los éxitos de Salvatore con orgullo, y le dejó algo: un carrete de película sin etiqueta y el viejo taburete que Salvatore usaba para operar el proyector. Salvatore se entera de que Cinema Paradiso va a ser demolido para dar paso a un estacionamiento. En el funeral, reconoce los rostros de muchas personas que asistían al cine cuando él era el proyeccionista.
Salvatore regresa a Roma. Mira el carrete de Alfredo y descubre que comprende un montaje muy especial. Contiene todas las escenas románticas que el sacerdote había ordenado cortar de las películas, aquellos carretes que le había prometido que le regalaría cuando era un niño; Alfredo había empalmado las secuencias juntas para formar una sola película. Salvatore finalmente hace las paces con su pasado con lágrimas en los ojos.

## Reparto
- Philippe Noiret: Alfredo.
- Salvatore Cascio: Salvatore Di Vita "Totó".
  - Marco Leonardi: Salvatore (adolescente).
  - Jacques Perrin: Salvatore (adulto).
- Antonella Attili: Maria Di Vita. 
  - Pupella Maggio: Maria (anciana).
- Agnese Nano: Elena Mendola.
  - Brigitte Fossey: Elena (adulta).
- Enzo Cannavale: Ciccio Spaccafico.
- Nicola Di Pinto: el loco del pueblo.
- Isa Danieli: Anna.
- Leopoldo Trieste: Padre Adelfio.
- Tano Cimarosa: Herrero.
- Roberta Lena: Lia.
- Nino Terzo: el padre de Peppino.

## Producción

### Rodaje
El rodaje de la película comenzó el 5 de diciembre de 1987 y finalizó el 11 de septiembre de 1988.

## Estreno
La película se estrenó oficialmente el 17 de noviembre de 1988 en Italia, el 20 de septiembre de 1989 en Francia, el 18 de diciembre de 1989 en España, el 8 de febrero de 1990 en Argentina y el 23 de febrero de 1990 en los Estados Unidos.

## Premios y nominaciones
| Fecha | Premio                     | Categoría                          | Receptor(es)                        | Resultado  |
| ----- | -------------------------- | ---------------------------------- | ----------------------------------- | ---------- |
| 1989  | Festival de Cannes         | Gran Premio Especial del Jurado    |                                     | Ganadora   |
| 1989  | Premios David de Donatello | Mejor película                     |                                     | Candidata  |
| 1989  | Premios David de Donatello | Mejor director                     | Giuseppe Tornatore                  | Candidato  |
| 1989  | Premios David de Donatello | Mejor actriz no protagonista       | Pupella Maggio                      | Candidata  |
| 1989  | Premios David de Donatello | Mejor banda sonora                 | Ennio Morricone Andrea Morricone    | Ganador    |
| 1989  | Premios David de Donatello | Mejor productor                    | Giovanna Romagnoli Franco Cristaldi | Candidatos |
| 1989  | Premios del Cine Europeo   | Mejor actor                        | Philippe Noiret                     | Ganador    |
| 1989  | Premios del Cine Europeo   | Premio Especial del Jurado         | Giuseppe Tornatore                  | Ganador    |
| 1990  | Premios Globo de Oro       | Mejor película extranjera          |                                     | Ganadora   |
| 1989  | Premios Óscar              | Mejor película de habla no inglesa |                                     | Ganadora   |
| 1991  | Premios BAFTA              | Mejor película de habla no inglesa |                                     | Ganadora   |
| 1991  | Premios BAFTA              | Mejor director                     | Giuseppe Tornatore                  | Candidata  |
| 1991  | Premios BAFTA              | Mejor actor                        | Philippe Noiret                     | Ganador    |
| 1991  | Premios BAFTA              | Mejor actor de reparto             | Salvatore Cascio                    | Ganador    |
| 1991  | Premios BAFTA              | Mejor guion original               | Giuseppe Tornatore                  | Ganador    |
| 1991  | Premios BAFTA              | Mejor fotografía                   | Blasco Giurato                      | Candidato  |
| 1991  | Premios BAFTA              | Mejor banda sonora original        | Ennio Morricone Andrea Morricone    | Ganador    |
| 1991  | Premios BAFTA              | Mejor montaje                      | Mario Morra                         | Candidato  |
| 1991  | Premios BAFTA              | Mejor diseño de producción         | Andrea Crisanti                     | Candidato  |
| 1991  | Premios BAFTA              | Mejor diseño de vestuario          | Beatrice Bordone                    | Candidata  |
| 1991  | Premios BAFTA              | Mejor maquillaje                   | Maurizio Trani                      | Candidato  |
| 1991  | Premios Cóndor de Plata    | Mejor película extranjera          |                                     | Ganadora   |

## Comentarios
- En 2002 salió a la venta una versión en DVD con el montaje del director, que tiene una duración de 173 minutos.
- Las localizaciones de la película se situaron en Sicilia: Bagheria, Castelbuono, Cefalú, Chiusa Sclafani, Palazzo Adriano (lugar donde se ubica la plaza donde está el Cinema Paraíso), Santa Flavia y San Nicola L'Arena, de Termini Imerese.
- Cinema Paradiso es acreditada por muchos como un verdadero clásico, recordada por sus escenas finales, además de ser catalogada como un renacer para el cine italiano de la época.
- La música forma parte de las bandas sonoras del cine europeo más aclamadas mundialmente. El "tema de amor" fue compuesto por Andrea Morricone mientras todavía estudiaba en el Conservatorio, siendo su primera composición cinematográfica.
- Existe un cine en Argentina, en la ciudad de La Plata, ubicado en la calle 46 entre 10 y 11, llamado Cinema Paradiso en honor a la película.
- En septiembre de 2014,[7] coincidiendo con su vigesimoquinto aniversario, la película volvió a estrenarse en salas de cine totalmente remasterizada.
- Fue la última película que se proyectó en el Teatro Emperador en León, el 31 de octubre de 2006.[8]